# 京姫
京姫（きょうひめ、1626年8月7日（寛永3年6月16日） - 1674年9月22日（延宝2年8月23日））は、尾張藩初代藩主・徳川義直の長女。広幡忠幸の正室。母は津田信益の娘であるおさいの方（貞松院）。幼名は鶴、後に岩、京。名は絲子（しこ）。法号は普峯院。

## 生涯
1626年（寛永3年）、名古屋城で誕生した。幼名はお鶴、ついでお京。不幸にも足がやや不自由であったが、母に似て美しく、和歌・管弦をよくし、書画にも巧みで、父義直から溺愛された。ために他国に嫁ぐことが極端にためらわれ、いたずらに婚期を逸していた。
1649年（慶安2年）12月11日、八条宮智仁親王の三男である幸丸と婚約する。翌3年（1650年）に父義直が没するが、その遺志により、1651年（慶安4年）、幸丸を名古屋に迎え、無事婚姻が成った。京姫は相次いで5人の女子を産んだ。長女・新姫は甥徳川綱誠の正室となった。次女以下4人は、皆兄徳川光友の養女となり、大名家に嫁いだ。
幸丸は結婚前に元服して忠幸を名乗っていたが、1663年（寛文3年）、清華に列し、1000石を支給され、広幡忠幸となった。この時以降、忠幸は京に在って来宅しなかった。忠幸は京に愛人がおり、庶子をもうけたが、尾張家には報告しなかった。忠幸の死後にこれを知った光友は怒って、広幡家と義絶した。
忠幸が1669年（寛文9年）に没すると落飾し、普峯院と号した。1674年（延宝2年）、死去。享年49。墓所は愛知県名古屋市の政秀寺。

## 子女
次女以下は兄徳川光友の養女となる。
- 新君 - 光友の嫡子綱誠室となる。
- 定姫 - 有馬頼元室
- 智姫 - 織田信武室
- 園姫 - 浅野長晟の養女になり分家の浅野長照に嫁ぐ。
- 清姫 - 姉智姫の没後、織田信武の継室となる。